# ОШ „Вук Караџић” Нови Сад
ОШ „Вук Караџић” једна је од основних школа у Новом Саду. Налази се у улици Радоја Домановића 24. Назив је добила по Вуку Стефановићу Караџићу, српском лингвисти, филологу, антропологу, књижевнику, преводиоцу и академику.

## Историјат
Половином јула 1911. је на ванредној скупштини Црквене општине представљен план и прорачун за градњу нове школе у Салајци. Изградња је започета у другој половини августа исте године, а завршена је следећег јуна. У то време, пред Први светски рат, Угарске државне власти покушавају да вероисповедне школе претворе у државне као би помогли мађаризацији. Отпор је био велик па магистрат доноси одлуку да се ликвидирају вероисповедне школе јер су скупе за издржавање и представљају порески терет за грађанство. Предложено је да се неким школама укине општинска донација што је утицало и на школу у Салајци и тако јој је на самом почетку онемогућен рад. Свечано је отворена 21. септембра 1912, садржали су два учитеља и два мешовита одељења по тридесет и два ученика. „Пофторна школа” је отворена 1912—13. године, радила је два пута недељно и посећивали су је и свршени ученици четвртог разреда са друге градске територије. Школске 1920—21. године се повећао број ученика тако да две постојеће учионице више нису могле задовољити потребе наставе па је донета одлука да се стара приземна зграда дозида, да јој се дода спрат са две сале, степеништем, ходником и две мање просторије. Половином 1922. године је ово урађено, а од 1924—25. се отвара пети разред као „први виши разред” обавезан у школи. Године 1930. школа добија име „Степа Степановић”. До 1935—36. настава је била целодневна, а од тада полудневна. У школској 1945—46. години је било пет одељења са шест разреда од првог до четвртог разреда и једно одељење забавишта. Фебруара 1946. школа добија назив „Вук Караџић”. Број одељења и ученика се повећавао, 1958. године је забавиште добило нову управу, а школа нове учионице. Садржали су тридесет и три одељења у три смене, осам нижих, шест виших и два одељења забавишта и 1957—58. се претвара у осмогодишњу, изграђен је типски павиљон са четири учионице. Бројали су 643 ученика 1960—61, а током 1962. је адаптирана једна просторија за радионицу општетехничког образовања и једна учионица је преуређена за кабинет хемије. Садржали су 1967—68. осам одељења нижих и десет одељења виших разреда, што је и највећи број одељења у историји школе. Број је опао 2010—2011. када су садржали осам нижих и седам виших разреда, а 2011—2012. броји шеснаест одељења, по осам нижих и виших разреда. Од школске 2015—16. године садрже по три одељења првог разреда, а 2024—2025. има укупно двадесет и три одељења, дванаест нижих и једанаест виших одељења са око 530 ученика. Од 2019—20. су укључени у пројекат „Обогаћен једносменски рад”. Садрже четири објекта: главну школску зграду, павиљон, фискултурну салу и кухињу са трпезаријом.